# Franziska Konitzová
Franziska Konitzová (německy Franziska Konitz) a (česky Františka Konicová) (* 24. listopadu 1986 v Berlíně, Německá demokratická republika) je bývalá německá zápasnice – judistka.

## Sportovní kariéra
S judem začínala v 5 letech v rodném Berlíně pod vedením p. Brinkmanna. Jejím domovským klubem je "SV Georg Knorr" v Berlíně, kde se připravuje pod vedením Andrease Polleho. V začátcích své seniorské kariéry spolupracovala s Jochenem Bechem a později s Michaelem Bazynskim. V juniorském věku patřila mezi velké naděje německého juda, který však v seniorké kategorii nedokázala využít. Jejím hlavním problémem byla váha, kdy nebyla schopna nabrat dostatek kilogramů (max. 90 kg), proto aby mohla čelit až 130kilovým asijským a americkým soupeřkám. Ty se jí co do techniky a rychlosti vyrovnaly a tím ztrácela své hlavní přednosti. V roce 2008 prohrála německou olympijskou nominaci se Sandrou Köppenovou. V roce 2012 se nekvalifikovala na olympijské hry v Londýně a německé judo nemělo v těžké váze zastoupení. Od roku 2013 jí v reprezentaci konkurovaly Jasmin Külbsová a Carolin Weißová. Na začátku olympijského roku 2016 si na tréninkovém kempu poranila krční páteř a po dlouhé, několikaměsíční rekonvalescenci se na doporučení doktorů rozhodla v květnu vrcholové sportovní kariéry zanechat.

### Vítězství
- 2008 – 1x světový pohár (Rotterdam)
- 2009 – 1x světový pohár (Belo Horizonte)
- 2013 – 2x světový pohár (Lisabon, Abú Zabí)
- 2014 – 1x světový pohár (Astana)

## Výsledky
| Turnaj             | 2002       | 2003       | 2004       | 2005       | 2006       | 2007       | 2008       | 2009       | 2010       | 2011       | 2012       | 2013       | 2014       | 2015       |
| Turnaj             | 16         | 17         | 18         | 19         | 20         | 21         | 22         | 23         | 24         | 25         | 26         | 27         | 28         | 29         |
| Turnaj             | těžká váha | těžká váha | těžká váha | těžká váha | těžká váha | těžká váha | těžká váha | těžká váha | těžká váha | těžká váha | těžká váha | těžká váha | těžká váha | těžká váha |
| ------------------ | ---------- | ---------- | ---------- | ---------- | ---------- | ---------- | ---------- | ---------- | ---------- | ---------- | ---------- | ---------- | ---------- | ---------- |
| Mistrovství světa  |            | —          |            | —          |            | —          |            | 5.         | úč.        | úč.        |            | —          | 5.         | 7.         |
| Evropské hry       |            |            |            |            |            |            |            |            |            |            |            |            |            | úč.        |
| Mistrovství Evropy | —          | —          | —          | —          | —          | úč.        | 3.         | 3.         | 7.         | 7.         | úč.        | —          | 3.         | úč.        |
| ME do 23 let       |            | —          | —          | —          | úč.        | 1.         | 3.         |            |            |            |            |            |            |            |
| MS juniorů         | —          |            | 2.         |            |            |            |            |            |            |            |            |            |            |            |
| ME juniorů         | —          | 7.         | 1.         | 1.         |            |            |            |            |            |            |            |            |            |            |
| ME dorostenců      | 1.         |            |            |            |            |            |            |            |            |            |            |            |            |            |